# Somova
Somova è un comune della Romania di 4 523 abitanti, ubicato nel distretto di Tulcea, nella regione storica della Dobrugia. 
Il comune è formato dall'unione di 3 villaggi: Mineri, Parcheș, Somova.